# 駒新
駒新（こましん、生没年不詳）とは、江戸時代の名古屋の浮世絵師。

## 来歴
師系・経歴不明。名は益甫、俗称は駒屋新兵衛。駒新、益甫と称す。作画期は享和から文化にかけての頃とされ、肉筆美人画と劇場の看板絵を描いた。門人に山本蘭亭がおり、中林竹洞も若いころ駒新に学んだと伝わる。門人は多数存在したといわれるが詳しくは不明。